# Platymystax striatifrons
Platymystax striatifrons là một loài tò vò trong họ Ichneumonidae.